# Лаурентина (станция метро)
«Лаурентина» (итал. Laurentina) — конечная станция линии B Римского метрополитена. Открыта в 1955 году. В 1980-е годы станция было полностью снесена и отстроена заново к 1990 году.

## Окрестности и достопримечательности
Вблизи станции расположены:
- Больница Святой Евгении
- Район Чеччиньола
- Виа Лаурентина
- Аббатство Тре Фонтане
- Центральный государственный архив

## Наземный транспорт
Автобусы: 30, 31, 72, 671, 702, 720, 721, 723, 762, 763, 764, 765, 772.
Троллейбусы: 74.